# حشف (نبات)
الحَشَف أو الحَشَفَة أو الكَمَارَة أو المُلْتَوِيَة أو اللَّنْتَانَة (الاسم العلمي: Lantana) هو جنس نباتي يتبع فصيلة اللويزية من رتبة الشفويات. يتكون من نحو 160 نوعاً من نباتات ذات الحولين مغطاة البذور. توجد في مناطق مختلف في العالم وخاصة في المناطق الاستوائية من أمريكا وأفريقيا ودول المحيط الهادي كأستراليا.

## الوصف النباتي
كثيرة الأزهار ومتعددة الألوان. لا تتجاوز المترين طولاً. أوراقها معكوسة، مسننة وبيضوية الشكل. توجد معظم أنواعها في الأمريكيتين.

## معرض الصور

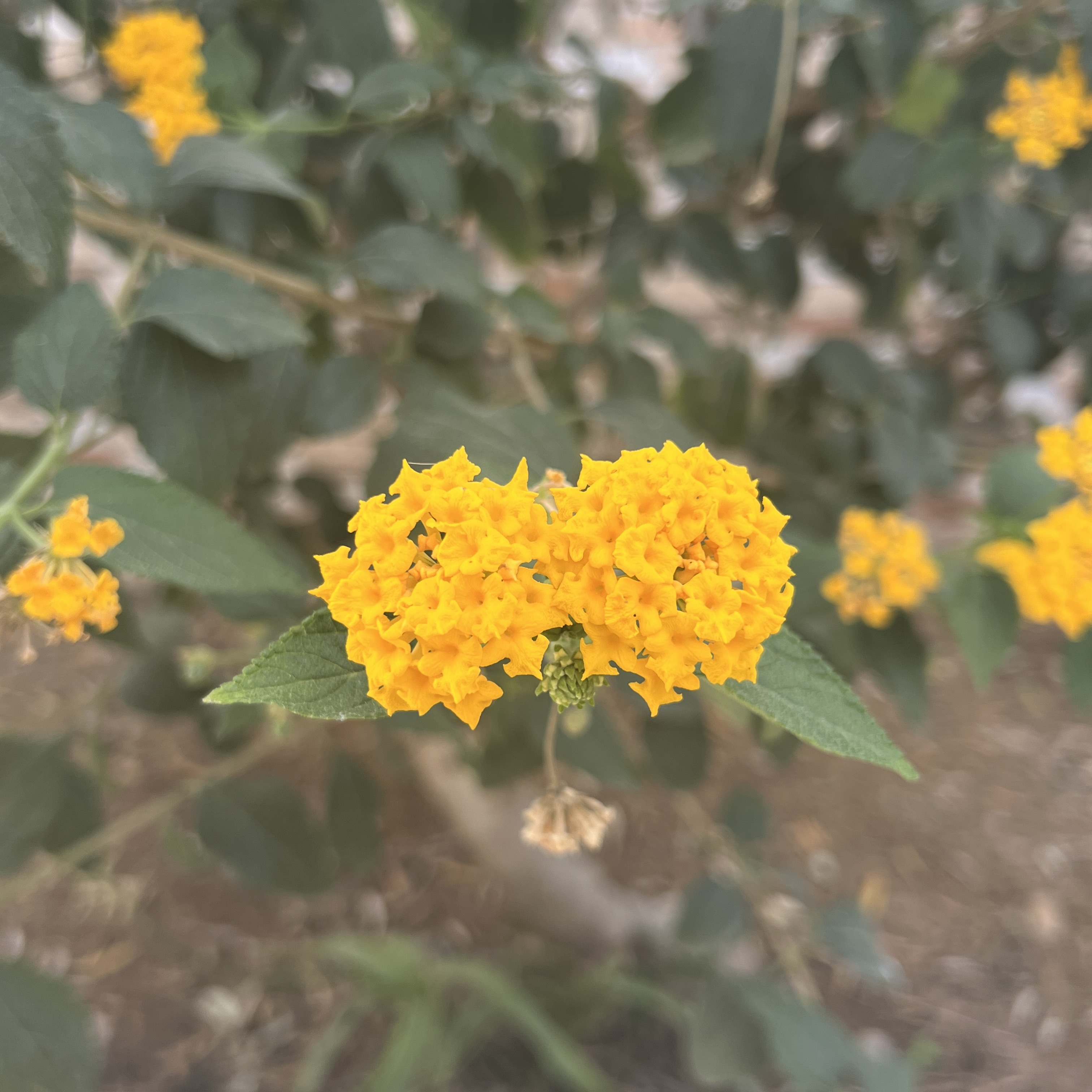
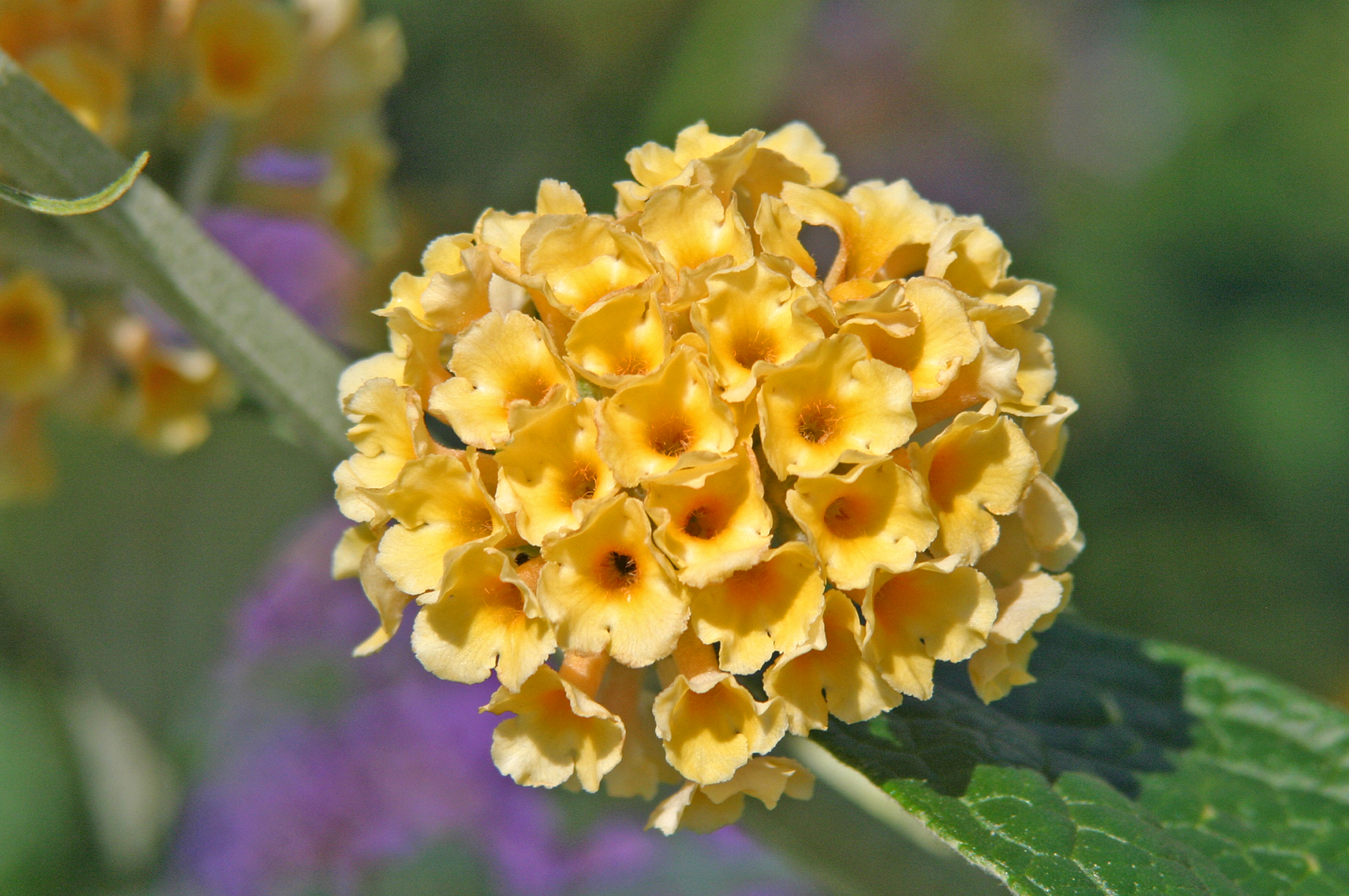
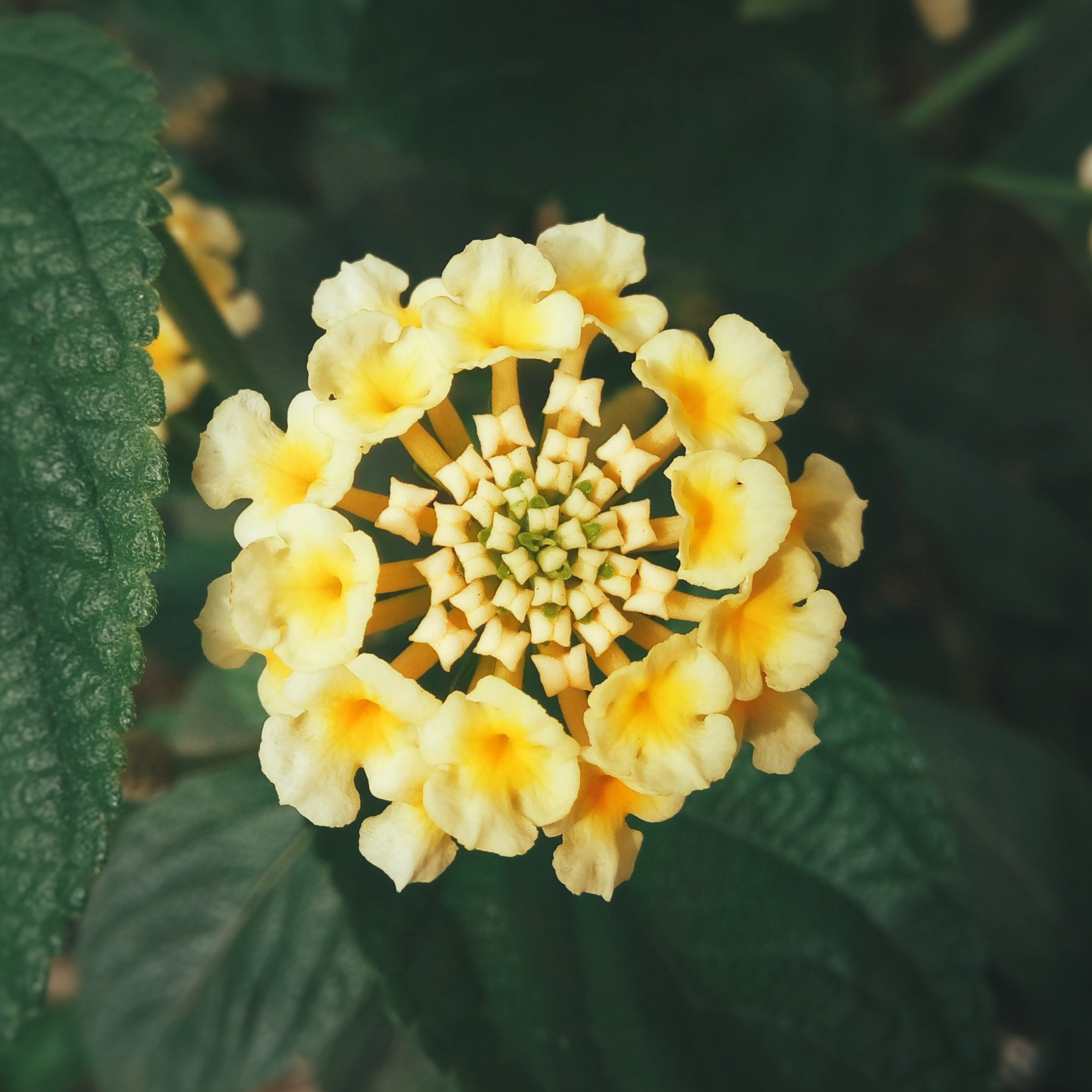
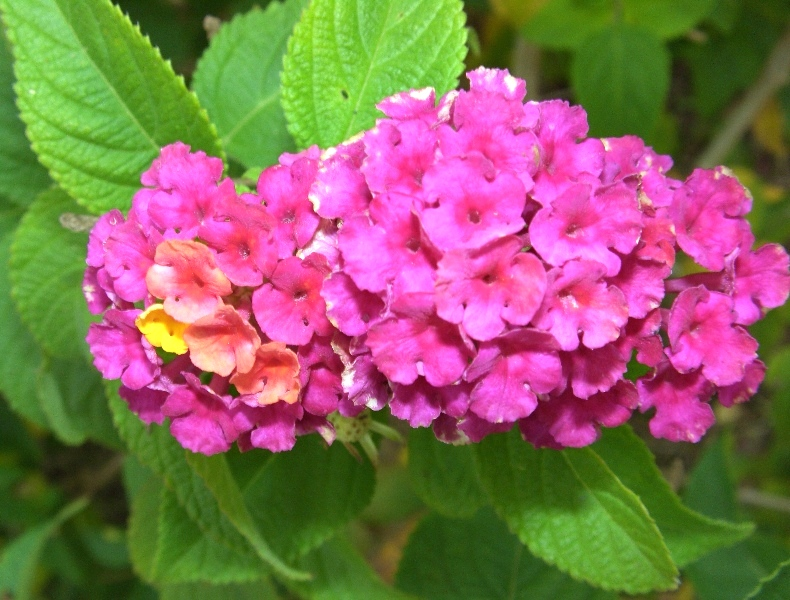
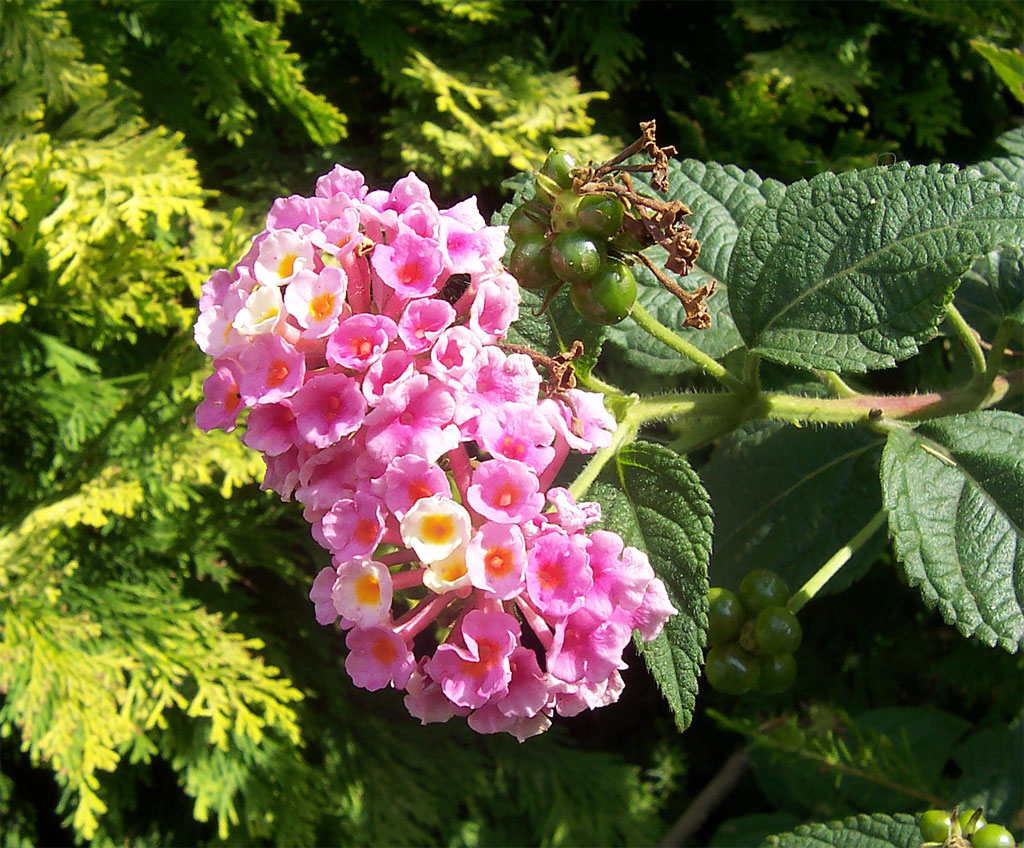
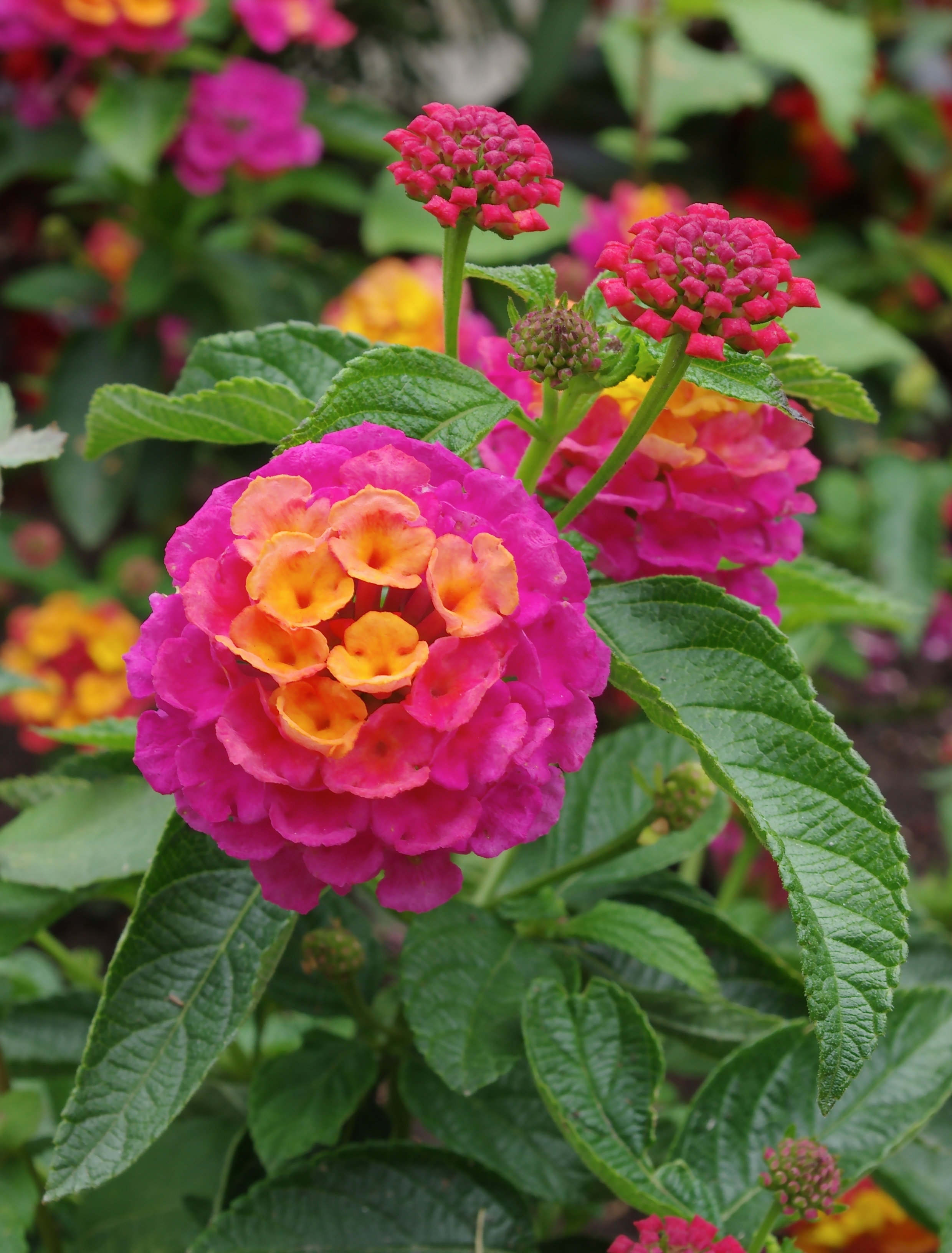
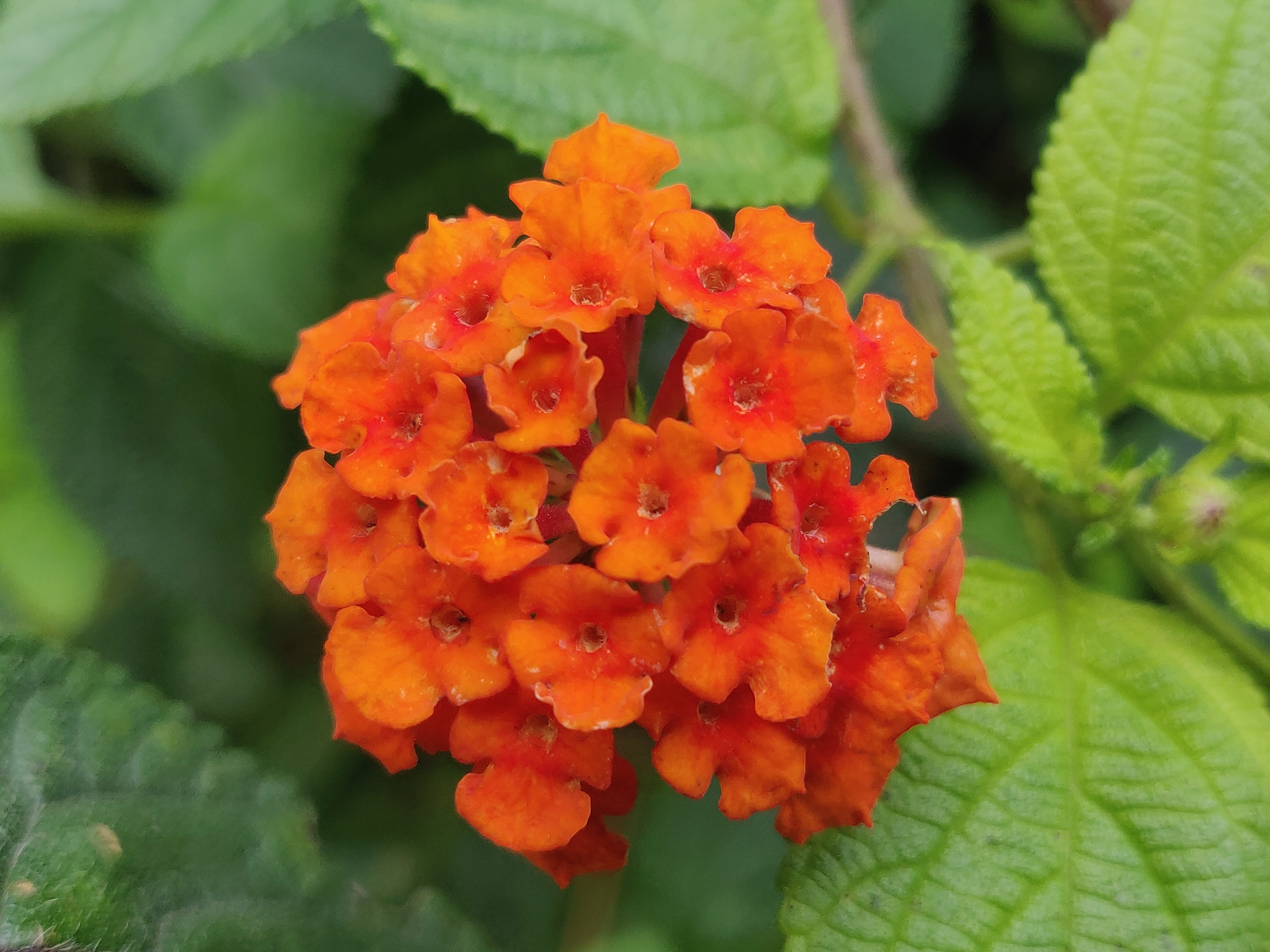
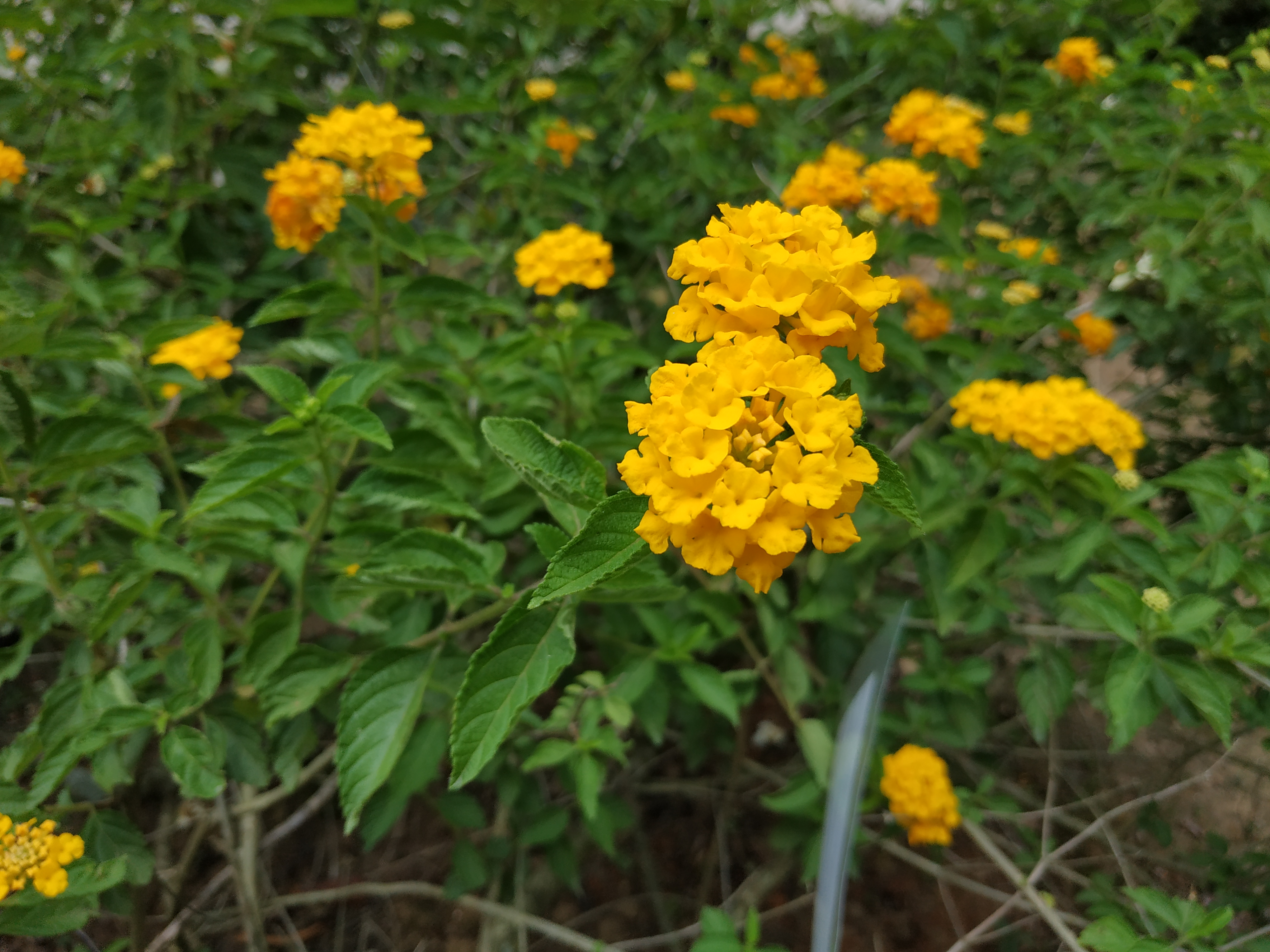